# Convenzione di Dublino
La Convenzione sulla determinazione dello stato competente per l'esame di una domanda di asilo presentata in uno degli stati membri della Comunità Europea, comunemente conosciuta come Convenzione di Dublino, è un trattato internazionale multilaterale in tema di diritto di asilo.
Anche se la convenzione è aperta alla sottoscrizione solo degli Stati membri della UE, alcuni Stati non membri, come Islanda, Liechtenstein, Norvegia e Svizzera hanno concluso accordi con la UE per applicare le disposizioni della Convenzione nei loro territori.
Il corrispondente regolamento di Dublino (formalmente chiamato "Regolamento UE n. 604/2013" oppure Regolamento di Dublino III) è un regolamento dell'Unione Europea, che stabilisce "i criteri e i meccanismi di determinazione dello Stato membro competente per l'esame di una domanda di protezione internazionale presentata in uno degli Stati membri da un cittadino di un paese terzo o da un apolide (rifusione)", nell'ambito della Convenzione relativa allo status dei rifugiati del 1951 e la relativa direttiva UE.

## Storia
Il "sistema di Dublino" fu istituito dalla omonima Convenzione di Dublino, firmata a Dublino (Irlanda) il 15 giugno 1990 (per l'Italia, dal Governo Andreotti VI), ed è entrato in vigore il successivo 1º settembre 1997 per i primi dodici stati firmatari (Belgio, Danimarca, Francia, Germania, Grecia, Irlanda, Italia, Lussemburgo, Paesi Bassi, Portogallo, Spagna e Regno Unito), il 1º ottobre 1997 per Austria e Svezia e il 1º gennaio 1998 per la Finlandia.
Il regolamento di Dublino II (regolamento 2003/343/CE) fu adottato nel 2003 (per l'Italia, dal Governo Berlusconi II) e sostituì la convenzione di Dublino in tutti gli Stati membri dell'UE, con l'eccezione della Danimarca, la quale ha opposto un opt-out sui regolamenti di applicazione in materia di spazio di libertà, sicurezza e giustizia. Successivamente, un accordo con la Danimarca sull'estensione dell'applicazione del regolamento anche in tale paese è entrato in vigore nel 2006, insieme al protocollo separato che aveva esteso l'accordo a Islanda e Norvegia. Il 1º marzo 2008 le disposizioni del regolamento sono state estese anche alla Svizzera, che il 5 giugno 2005 aveva sottoposto a referendum per la ratifica (votata dal 54,6% dei voti), e al Liechtenstein. Un ulteriore protocollo è stato siglato per l'applicazione in Danimarca. Il 3 dicembre 2008 la Commissione europea ha proposto modifiche al regolamento di Dublino.
Il regolamento di Dublino III (2013/604/CE) è stato approvato nel giugno 2013 (per l'Italia, dal Governo Letta), aggiornando il regolamento di Dublino II, e si applica a tutti gli Stati membri dell'UE ad eccezione della Danimarca. È entrato in vigore il 19 luglio 2013. Si basa sullo stesso principio dei due precedenti regolamenti: il primo Stato membro in cui viene registrata una richiesta di asilo (o vengono memorizzate le impronte digitali) è responsabile della richiesta d'asilo di un rifugiato. Mentre nel 1990 tale regola rispondeva al buon senso in quanto i flussi migratori erano limitati ed erano comunque ancora presenti le frontiere fra i paesi Europei (ed a maggior ragione erano robuste verso l'esterno) nel nuovo millennio tali fattori risultavano totalmente mutati, suscitando oggi dibattiti sul fatto che tali regole avrebbero dovuto essere aggiornate per fronteggiare il mutato quadro sociopolitico internazionale.

## Descrizione

### Contenuto
Il regolamento di Dublino II determina lo Stato membro dell'Unione europea competente a esaminare una domanda di asilo o riconoscimento dello status di rifugiato in base alla Convenzione di Ginevra (art. 51). Esso rappresenta la pietra angolare del sistema di Dublino, costituito dal regolamento Dublino II e dal regolamento EURODAC, che istituisce una banca dati a livello europeo delle impronte digitali per chi intende presentare richiesta di asilo e per chi entra irregolarmente nel territorio dell'Unione Europea. Il regolamento di Dublino mira a "determinare con rapidità lo Stato membro competente [per una domanda di asilo]" e prevede il trasferimento di un richiedente asilo in tale Stato membro. Generalmente lo Stato membro competente all'esame della domanda d'asilo sarà lo Stato in cui il richiedente asilo ha fatto il proprio ingresso nell'Unione europea. In particolare, quando è accertato "che il richiedente ha varcato illegalmente, per via terrestre, marittima o aerea, in provenienza da un paese terzo, la frontiera di uno Stato membro, lo Stato membro in questione è competente per l’esame della domanda di protezione internazionale. Detta responsabilità cessa 12 mesi dopo la data di attraversamento clandestino della frontiera", trascorsi i quali lo Stato competente diventa l'ultimo nel quale il richiedente ha soggiornato per un periodo di almeno cinque mesi. Inoltre "ogni Stato membro mantiene la possibilità di inviare un richiedente in un paese terzo sicuro" (anche esterno all'Unione), nel rispetto delle garanzie previste.

### Obiettivi
Uno degli obiettivi principali del regolamento di Dublino è impedire ai richiedenti asilo di presentare domande in più Stati membri (cosiddetto asylum shopping). Un altro obiettivo è quello di ridurre il numero di richiedenti asilo "in orbita", che sono trasportati da Stato membro a Stato membro. Tuttavia, poiché il primo paese di arrivo è incaricato di trattare la domanda, questo mette una pressione eccessiva sui settori di confine, dove gli Stati sono spesso meno in grado di offrire sostegno e protezione ai richiedenti asilo. Attualmente, coloro che vengono trasferiti in virtù di Dublino non sempre sono in grado di accedere a una procedura di asilo. Questo mette a rischio le garanzie dei richiedenti asilo di ricevere un trattamento equo e di vedere le proprie richieste d'asilo prese in adeguata considerazione.

### Critiche
Secondo il Consiglio europeo per i rifugiati e gli esuli (ECRE) e l'Alto commissariato delle Nazioni Unite per i rifugiati (UNHCR), il sistema attuale non riesce a fornire una protezione equa, efficiente ed efficace. È stato dimostrato in diverse occasioni sia dall'ECRE sia dall'UNHCR, che il regolamento impedisce i diritti legali e il benessere personale dei richiedenti asilo, compreso il diritto a un equo esame della loro domanda d'asilo e, ove riconosciuto, a una protezione effettiva. Esso conduce inoltre a una distribuzione ineguale delle richieste d'asilo tra gli Stati membri.
L'applicazione del regolamento può seriamente ritardare la presentazione delle domande e dar luogo a richieste d'asilo che non vengono mai prese in considerazione. Le cause di preoccupazione includono anche l'uso della detenzione per il trasferimento dei richiedenti asilo da parte dello Stato in cui fanno domanda allo Stato ritenuto competente (cosiddetto Dublin transfer), la separazione delle famiglie e la negazione di una effettiva possibilità di ricorso contro i trasferimenti. Il sistema di Dublino aumenta inoltre la pressione sulle regioni di confine esterno dell'UE, dove la maggioranza dei richiedenti asilo entrano nell'UE e in cui gli stati sono spesso meno in grado di offrire sostegno per l'asilo e la protezione dei richiedenti.
Dopo che l'ECRE, l'UNHCR e altre organizzazioni non governative hanno apertamente criticato il sistema di asilo in Grecia, carente tra le altre cose in materia di protezione e cura per i minori non accompagnati, molti paesi hanno sospeso i trasferimenti di richiedenti asilo in Grecia nel quadro del regolamento Dublino II. La Norvegia ha inizialmente annunciato, nel febbraio 2008, che avrebbe smesso di trasferire qualsiasi richiedente asilo in Grecia nel quadro del regolamento Dublino II; nel mese di settembre, ha fatto marcia indietro e ha annunciato che i trasferimenti verso la Grecia sarebbero stati valutati caso per caso. Nell'aprile del 2008 la Finlandia ha annunciato una mossa simile; la Germania e la Svezia hanno limitato la sospensione dei trasferimenti ai minori non accompagnati. I paesi membri EFTA aderenti al mercato unico europeo dovrebbero essere inseriti nel protocollo di adesione sull'ingresso dei migranti verso l'Europa in base agli accordi di Schengen e al trattato di Maastricht del 1992.
Il regolamento è stato criticato anche dal Commissario per i diritti umani del Consiglio d'Europa in quanto non in grado di garantire i diritti dei rifugiati.

## Sospensione parziale del regolamento nel corso della crisi migratoria del 2015
Ai sensi del regolamento di Dublino, se una persona che presenta istanza di asilo in un paese dell'UE attraversa illegalmente le frontiere verso un altro paese, deve essere riconsegnata al primo stato. Durante la crisi europea dei migranti del 2015, l'Ungheria venne sommersa dalle domande di asilo di profughi provenienti dall'Asia; a partire dal 23 giugno 2015 ha iniziato a ricevere indietro i migranti che, entrati in Ungheria attraverso la Serbia, avevano successivamente attraversato i confini verso altri paesi dell'Unione europea. Il 24 agosto 2015, la Germania ha deciso di sospendere il regolamento di Dublino per quanto riguarda i profughi siriani e di elaborare direttamente le loro domande d'asilo. 
Altri stati membri, come la Repubblica Ceca, l'Ungheria, la Slovacchia e la Polonia, hanno di recente negato la propria disponibilità a rivedere il contenuto degli accordi di Dublino e, nello specifico, ad introdurre quote permanenti ed obbligatorie per tutti gli stati membri.